# 横山義祐
横山 義祐（よこやま よしすけ）は、戦国時代から安土桃山時代にかけての武将。播磨国室山城主。

## 生涯
赤松政元の五男とされる。
『播州佐用軍記』には「藤左衛門義祐」と記され、「亀甲の中に、右文字を付けたる茜の旗」を旗指物にしていたという。
天正5年（1577年）、織田氏家臣・羽柴秀吉の上月城攻撃により落城後、4人の家臣（石生某、荒尾某、登尾某など）を連れて美作国英田郡粟井に逃れた。
義祐と家臣の末裔は、江戸時代に入り郷士として明治まで存続した。